# St. Pirmin (Pirmasens)
St. Pirmin ist eine katholische Pfarrkirche in Pirmasens mit dem Patrozinium des heiligen Pirminius, von dem sich auch der Stadtname herleitet. 

## Geschichte
Die Kirche wurde in den Jahren 1897 bis 1900 nach Plänen von Wilhelm Schulte I. als neugotische Basilika mit Doppelturmfassade erbaut. Im Zweiten Weltkrieg zerstört, wurde sie von 1953 bis 1958 durch Wilhelm Schulte II. in modernisierter Form und niedriger als Pseudobasilika wiederaufgebaut. Die Türme, früher 72 Meter hoch, wurden bis 52 Meter aufgeführt.

## Architektur
Der heutige Bau ist eine Mischung aus neogotischer Backsteinkirche und modernem Kirchenbau. Insbesondere die Frontfassade ist weitestgehend erhalten geblieben und entspricht mit Ausnahme des hinzugefügten Säulenvorbaus und den niedrigeren Turmdächern dem originalen Zustand. Das Kirchenschiff entstand dagegen nach der Zerstörung neu in vereinfachten Formen ohne die neogotischen Verzierungen des Ursprungsbaus. Form und Material des Neubaus wurden jedoch stark an die ursprüngliche Gestalt und die erhaltenen Reste angepasst.

## Ausstattung
Die Kirchenausstattung enthält neben modernen Gestaltungselementen – Deckengemälde, Altar, Tabernakel – auch Teile der Originalausstattung wie den Kreuzweg, das Pirminius-Reliquiar und Heiligenstatuen. Die Orgel der Werkstatt Walcker von 1957 wurde 1999 von Gerhard Kuhn Orgelbau umgebaut. Sie hat 42 Register auf drei Manualen und Pedal. Das fünfstimmige Geläut im Südturm wurde 1956 von Hermann Hamm in Frankenthal gegossen; die Nominale (Schlagtöne) sind h° – d′ – e′ – fis′ – a′. Der Viertelstundenschlag erfolgt auf den beiden kleinsten Glocken a′ – fis′, die Stunden werden auf der d′-Glocke angeschlagen. Damit erklingt zu jeder vollen Stunde ein D-dur-Akkord von oben nach unten.
Hinter der Kirche befindet sich das Grab des im Ruf der Heiligkeit verstorbenen Pirmasenser Pfarrers Johann Michael Schang (1757–1842).